# Нагакура Шинпачи
Нагакура Шинпачи (транслит. ; Едо, 23. мај 1839 — Отару, 5. јануар 1915) био је капетан друге јединице Шинсенгумија.

## Младост
Нагакура Шинпачи Норијуки, познат и као Еикичи или Еиџи током свог детињства, рођен је као део клана Мацумае у Еду 23. маја 1839. године (по лунарном календару 11 дана, четвртог месеца Темпо ере). Његов отац, Нагакура Канџи, припадник клана Мацумае имао је плату и месечно издржавање од 150 кокуа. Као и Окита Соџи био је самурај који је цео свој живот провео у Еду, никада не посетивши област којој је припадао.
Са својих осам година Шинпачи приступа доџоу Јусукеа Тошисаде, мачевалачког стила „Шиндо Мунен-рју“. До своје осамнаесте године достигао је ниво вештине „мокуроку“ (6 дан), добивши за то званични сертификат који то потврђује. Са деветнаест, напушта свој клан у намери да путује и усаврши технику мачевања. Једно време проводи у доџоу Јуримота Шузоа где среће Шимада Каија, будућег заменика друге јединице Шинсенгумија. Око 1861, званично се повезује са Кондо Исамијем и почиње да све чешће борави у његовом „Шиеикан“ доџоу.

## Период у Шинсенгумију
Нагакура, заједно са Кондовом групом улази у јединицу Рошигуми. По доласку у Кјото, придружује им се Серизава Камо са својом групом људи док се остатак Рошигумија враћа за Едо. Јединица у Кјоту назива се прво Мибу Рошингуми да би нешто касније, 18. септембра 1863. коначно узела име Шинсенгуми.
Нагакура је прво постао „фукучоу џокин“ (асистент заменика командира) 1863. године, да би 1865. постао капетан друге јединице. Заједно са остаком Шинсенгумија добија привилегију хатамота 1867. године.
Након битке за Кошу у априлу 1868, Нагакура са Харадом Шинсукеом напушта Шинсенгуми и формира Сеихеитаи.

## После меиџи обнове
У меиџи ери Нагакура након женидбе мења име у Сугимура Јошие, преузимајући женино презиме. Породица Сугимура састојала се из доктора који су служили даимјоа клана Мацумае.
Нешто касније, Нагакура одржава реквијем за покој душе својих бивших сабораца. Неколико година пре своје смрти, даје опис живота у Шинсенгумију новинару за локалне новине али се сведочанство дато тада не узима превише за истинито будући да је од догађаја описаним у тексту прошло скоро педесет година и да се сматра да је Нагакура више желео да се прича допадне читаоцима пре него што је хтео да да тачан извор информација.
Нагакура је ипак нешто раније оставио за собом своја сећања у текстуалној форми која могу да просведоче о крвавом периоду Шинсенгумија. Ови мемоари су деценијама сматрани изгубљеним али су пронађени и објављени у виду књиге 1998. године.

## Смрт
Нагакура Шинпачи умире од природне смрти 1915. године. Имао је 76 година.
Исте године умире и Саито Хаџиме, још један бивши капетан Шинсенгумија услед компликација насталих због чира у стомаку.

## У популарној култури
Шинсенгумији су вечита инспирација за приче о самурајима и периоду меиџи обнове, а Нагакура, као један од капетана, појављује се у више серија, филмова и анимеа које прате ову јединицу.
Нагакура се појављује у аниме серијалима: Peacemaker Kurogane, Hakodate Youjin Buraichou Himegami, Kaze Hikaru, Getsumei Seiki, Hakuouki.
У духовитом манга/аниме серијалу Гинтама, лик Шимуре Шинпачија је инспирисан ликом Нагакуре.
У таига драми „Шинсенгуми!“ из 2004. године које државна телевизија Јапана снима о својим историјским личностима и догађајима, Нагакура је један од главних ликова.
Појављује се и у игрицама: „Bakumatsu Renka Shinsengumi“ и „Shinsengumi Gunrou-den“.